# Droga wojewódzka 248
Die Droga wojewódzka 248 (DW 248) ist eine fünf Kilometer lange Droga wojewódzka (Woiwodschaftsstraße) in der polnischen Woiwodschaft Kujawien-Pommern, die Zbrachlin mit Borówno verbindet. Die Strecke liegt im Powiat Świecki und im Powiat Chełmiński.

## Streckenverlauf
Woiwodschaft Kujawien-Pommern, Powiat Świecki
-  Zbrachlin (DK 5, E 261)
- Topolno

Woiwodschaft Kujawien-Pommern, Powiat Chełmiński
-  Borówno (Kulmischborau) (DW 550)